# Liste ungarischer Komponisten klassischer Musik
Dieser Artikel listet bekannte ungarische Komponisten und Komponistinnen klassischer Musik auf. Bei den Namen wird, anders als im Ungarischen, zuerst der Vorname genannt.

## A
- Paul Abraham (1892–1960)
- Károly Aggházy (1855–1918)
- Géza Allaga (1841–1913)
- Georg Arányi-Aschner (1923–2018)
- István Arató (1910–1980)
- Leopold Auer (1845–1930)

## B
- Valentin Bakfark (1507 o. 1527–1576)
- Sándor Balassa (1935–2021)
- Gyula Bánkövi (* 1966)
- Lajos Bárdos (1899–1986)
- András Bartay (1799–1854)
- Béla Bartók (1881–1945)
- Rudolf Friedrich Martin Bella (1890–1973)
- Ferenc Bernath (* 1981)
- János Bihari (1764–1827)
- István Bogár (1937–2006)
- Bálint Bolcsó (* 1979)
- Attila Bozay (1939–1999)
- Ákos Buttykay (1871–1935)

## C
- József Chudy (1753–1813)
- Antal Csermák (1774–1822)
- Boldizsár Csíky (* 1937)

## D
- Gábor Darvas (1911–1985)
- Gyula Dávid (1913–1977)
- Attila Demény (1955–2021)
- Ernst von Dohnányi (1877–1960)
- Ede Donáth (1865–1945)
- Árpád Doppler (1857–1927)
- Franz Doppler (1821–1883)
- Karl Doppler (1825–1900)
- Antal Doráti (1906–1988)
- Barnabás Dukay (* 1950)
- Zsolt Durkó (1934–1997)

## E
- Béni Egressy (1814–1851)
- Péter Eötvös (1944–2024)
- Ferenc Erkel (1810–1893)
- Iván Eröd (1936–2019)
- Pál Esterházy (1635–1713)

## F
- Ferenc Farkas (1905–2000)
- János Fusz (Johann Evangelist Fuß) (1777–1819)

## G
- Karl Goldmark (1830–1915)
- Robert Gulya (* 1973)
- László Gyopár (1916–1944)

## H
- László Halmos (1909–1997)
- Frigyes Hidas (1928–2007)
- Máté Hollós (* 1954)
- Barnabás Horváth (* 1965)
- Jenő Hubay (1858–1937)
- Jenő Huszka (1875–1960)

## I
- Márton Illés (* 1975)
- Benedek Istvánffy (1733–1778)

## J
- Viktor Jacobi (1883–1921)
- Pál Járdányi (1920–1966)
- Georg Jarno (1868–1920)
- Zoltán Jeney (1943–2019)
- Joseph Joachim (1831–1907)

## K
- Pongrác Kacsóh (1873–1923)
- Emmerich Kálmán (1882–1953)
- József Karai (1927–2013)
- Miklós Kocsár (1933–2019)
- Zoltán Kodály (1882–1967)
- Péter Kőszeghy (* 1971)
- György Kurtág (* 1926)
- György Kurtág Jr. (* 1954)

## L
- László Lajtha (1892–1963)
- István Láng (1933–2023)
- János Lavotta (1764–1820)
- Franz Lehár (1870–1948)
- Erwin Lendvai (1882–1949)
- Kamilló Lendvay (1928–2016)
- György Ligeti (1923–2006)
- Franz Liszt (1811–1886)
- Andor Losonczy (1932–2018)
- Dezső Losonczy (1891–1950)

## M
- László Melis (1953–2018)
- Johann Kaspar Mertz (1806–1856)
- András Mihály (1917–1993)
- Ignác Mihályi (1843–1886)
- Emánuel Moór (1863–1931)
- Mihály Mosonyi (1815–1870)

## O
- György Orbán (* 1947)
- Tivadar Országh (1901–1963)

## P
- Lajos Papp (1935–2019)
- Casimir von Pászthory (1886–1966)
- Emil Petrovics (1930–2011)

## R
- György Ránki (1907–1992)
- Miklós Rózsa (1907–1995)
- Márk Rózsavölgyi (1789–1848)

## S
- József Sári (* 1935)
- László Sáry (* 1940)
- Mátyás Seiber (1905–1960)
- Rezső Seress (1889–1968)
- József Soproni (1930–2021)
- Rezső Sugár (1919–1988)
- Endre Szervánszky (1911–1977)
- Albert Szirmai (1880–1967)
- Sándor Szokolay (1931–2013)
- András Szőllősy (1921–2007)
- Erzsébet Szőnyi (1924–2019)

## T
- Jenő Takács (1902–2005)
- László Tihanyi (* 1956)

## V
- János Vajda (* 1949)
- Sándor Veress (1907–1992)
- János Viski (1906–1961)
- György Vukán (1941–2013)

## W
- Leó Weiner (1885–1960)